# 雲中鶴
雲中鶴是金庸武俠小說《天龍八部》中的反派人物，为四大恶人老四，绰号窮凶極惡。其輕功在小說中數一數二，極為好色，自称貌似宋玉。
有意思的是，作者金庸的表哥，近代著名詩詞家、作家徐志摩的筆名就叫雲中鶴。

## 人物
曾在大理萬劫谷與三司之一「司空」巴天石比拼輕功。
跟隨西夏「一品堂」闖入丐幫開會中的杏子林，雲中鶴與丐幫「四大長老」中的宋長老和吳長風對戰，後來使的「鹤蛇八打」被吳長風的「奇门三才刀」破解，受了點傷。
聚賢莊英雄宴中一度闖入，救起「惡貫滿盈」段延慶之徒「追魂杖」谭青，飛走時，被丐幫幫主喬峰一掌擊落。
後被大理三公「司徒」華赫艮趁其中迷藥「悲酥清風」昏迷之時一刀砍死。
其名言是“妙极，妙极！我早就想杀其夫而占其妻，谋其财而居其谷。”

## 影視形象

### 劇集
- 楊炎棠：香港無綫電視《天龍八部》（1982年）
- 唐復雄：台灣中視《天龍八部》（1990年）
- 李子奇：香港無線電視《天龍八部》（1997年）
- 高照：江蘇省廣播電視總台、九洲音像出版公司聯合出品《天龍八部》（2003年）
- 紀偉：中國華策影視、東陽大千影視聯合出品《天龍八部》（2013年）
- 王奕凡：中國新麗傳媒《新天龍八部》（2021年）